# 栗村修
栗村 修（くりむら おさむ、1971年12月30日 - ）は、横浜市西区出身の自転車ロードレースの元プロ選手。有限会社マビスポーツ代表。一般社団法人全日本実業団自転車競技連盟副理事長。一般財団法人日本自転車普及協会常勤理事。J SPORTSの自転車ロードレース解説者としても親しまれている。

## 経歴

### 選手時代
中学2年生の時にミヤタ製のロードレーサーを入手し、15歳から本格的にロードレースに取り組む。
高校中退後、フランスのナントに留学してクラブチームに所属。その後帰国し、全日本実業団選手権を中心に日本国内トップクラスの成績を収める。当時のホームコースは多摩川サイクリングロードや多摩丘陵で、飯島誠ら多摩川サイクリングロードで練習する選手で「多摩川連合」なる集団を形成していたと述懐している。
1996年に契約選手第1号としてシマノレーシングに加入。1998年に市川雅敏の推薦によりポーランドのプロチーム「ムロズ」と契約、ヨーロッパチームとプロ契約した10人目の日本人選手となる。しかしながら、欧州プロロードの厳しさを痛感し、これといった成績も残せずわずか1年足らずで欧州から帰国。
2000年にミヤタ・スバルレーシングチーム（2007年「チームミヤタ」に改称）と選手契約。2001年に29歳で現役引退。

### 監督・解説者時代
2002年からはミヤタ・スバルの監督となり、2007年シーズン終了後のプロチームとしての活動休止（事実上の解散）まで同チームを率いた。2008年はスキル・シマノ、2009年はシマノレーシングでスポーツディレクター（コーチ兼広報）を務め、2010年は宇都宮ブリッツェンの監督に就任した。2013年シーズンで宇都宮ブリッツェンの監督を退任し、2014年はテクニカルアドバイザーとしてチームに携わった。2015年以降、ツアー・オブ・ジャパン大会副ディレクター、ディレクターとしてレース運営の仕事に就いている。
また自転車チームのコーチ業と並行してJ SPORTSの自転車ロードレース中継で解説者も務めている(後述)ほか、2009年から週刊少年サンデー連載の自転車ロードレース漫画『ツール!』の監修も手がけている。

## 解説業
2000年から『J SPORTS cycle road race』中継で解説者としても活動している。監督経験を生かしたレース中のチーム・選手の戦略分析や、視聴者にわかり易く説明する技術に長けている。自分の失敗談も臆せずに披露したり、現地映像の選手達の会話シーンにいい加減な台詞をアテレコしたりとユーモアを交え、実況担当者や視聴者の笑いを取ることが多い。一方で当てこすりや揚げ足取り、嫌みな言動などは決してしない穏健な姿勢を取る。
解説中、外見的特長から選手を瞬時に判定する判断力があり、現地放送よりも早く正確な場合がしばしばある。時には選手が点にしか見えないような空撮映像から、ペダリングの特徴だけで見破る事もある。また、選手がチームカーに補給を取る際に、補給を行いながらチームカーで選手を加速させる・遅れた選手がチームカーに牽引され集団復帰を手助けするなどルール違反すれすれのグレーゾーンについて、自ら監督を経験した時の逸話を交えながら解説を行うこともしばしばである。
お気に入りの選手として、上から読んでも下から読んでも同じなので、名前が好きなイニャキ・イサシ、掟破りな走り(トレインを必要としない、2005年のツール・ド・フランスでスチュワート・オグレディにゴール前でヘッドバットを喰らわす等)をするというロビー・マキュアン、パオロ・ベッティーニなどを挙げ、「綺麗にスマートに走って勝つ選手よりも人間味あふれる選手や走りのほうが好き」だという。2007年ジロ・デ・イタリアの解説においてフリオ・アルベルト・ペレスにも好意的な発言をしていた。中継では今中大介、永井孝樹、阿部良之らと同時に解説に入ることもある。また、ナビゲーターとして実況のポジションで中継に参加することもある。
実況を担当するサッシャとのコンビは「我らワールド」の通称で視聴者に親しまれている。元々は2003年のツール・ド・フランス中継においてサッシャが命名した。2008年にはJ SPORTSのオンラインショップにて「WARERA WORLD CHAMPIONSHIP」のロゴ入りTシャツも発売されたほか、2013年4月からは2人によるロードレース情報番組『#jspocycle Presents ようこそ!我らワールド』もスタートしている。2022年にはM-1グランプリ2022にこのコンビ名で出場、自転車関連で親交の深い団長安田（安田大サーカス）の指導を受けており、2回戦に進出している。
2007年ツール・ド・フランス第12ステージの中継では、ゲストであるパックンマックンのパトリック・ハーランに終始いじられたが（「クリバヤシさん」「栗村です」、「クリタさん」「栗村です」等）、無難にボケつつレース解説も過不足なくこなしてみせた。ベルギーで婦人会帰りのご婦人達が横風を受けながら先頭交代をして走る話を十八番とする。また、しばしばステージ優勝者のガッツポーズについて評論を行い、ガッツポーズ評論家と自称している。
レース予想では、本命にあげる選手がパンクや落車などの悲運に見舞われ不本意な成績で終わることが多く、DEATH NOTEを捩って「栗ノート」と呼ばれることがある。

### 選手への愛称の命名
解説中、選手の特徴をうまく表現したキャッチフレーズ・愛称を付けている（由来などは各項目を参照）
- 何でも欲しがるパオロちゃん - パオロ・ベッティーニ。
- マキュアン友の会会長、乗り継ぎ名人 - ロビー・マキュアン（「マキュアン友の会」はグルペットのこと）。
- マヨZ - イバン・マヨス (Ivan Mayoz)。イバン・マヨ (Iban Mayo) とは別人。
- 不思議ちゃんモロー、まろやかにモロー - クリストフ・モロー。
- 上から読んでもISASI、下から読んでもISASI - イニャキ・イサシ。
- オレンジが似合う男 - アラン・ペレス
- 気がつけばイグナチェフ、ふり返ればイグナチェフ、ふり返らなくともイグナチェフ - ミハイル・イグナチェフ
- サンチェス下り、下りに強いダブルサンチェス、下りアタッカー - サムエル・サンチェス、ルイス・レオン・サンチェス

### ドーピング問題への姿勢
2007年ツール・ド・フランスの第15、16ステージにおいてアレクサンドル・ヴィノクロフ、ミカエル・ラスムッセンが相次いで棄権に追い込まれた直後の7月26日の解説では、UCIプロツアーの選手たちが「人権も無視された徹底的な監視下」（24時間365日いつでもドーピング・コントロールの査察を受け入れなければラスムッセンのように排除される）に置かれている事を強調し、風邪薬はおろかスタミナドリンクも迂闊に飲めず、消炎鎮痛剤も塗れないなどの極端な薬物規制下に置かれ、各種のプロスポーツの中でも相対的に見て最もクリーンな状態にあると主張した。この日の栗村は「これ以上厳密にドーピングを排除したいのなら、もう選手をモルモット状態で管理するしかない」、「5年後にはコーヒーも規制薬物に指定されていて選手たちが懺悔させられるかもしれない」など怒りを露わにし、ロードレースにおけるドーピング摘発を魔女狩りに喩えていた。
しかし、ランス・アームストロングのドーピング問題発覚を契機として、かつてのヨーロッパの自転車レース界にドーピングが蔓延していた事実が明らかになって以降は、むしろドーピングを行ってきた選手、ドーピングを蔓延させていたヨーロッパの自転車レース界に対して厳しい見方を示すようになっている。

## 愛称
2009年のツール・ド・フランスのテレビ中継解説中、7歳の女の子から送られてきた「栗村さんの事をシュークリームと呼んでいます」というメールが紹介されて以来、シュークリームの愛称も付いている。この年の最終ステージの中継では実況のSaschaからもシュークリームさんと言われ続け、本人もそれに応答していた。宇都宮ブリッツェンの公式HPでも明示され、ブログのタイトルもこの愛称からとられている。シマノレーシングのHPではくりちゃんとも紹介されていた。

## テレビ出演
- チャレンジ!ホビー「自転車で旅をしよう」（NHK教育、2011年3月28日 - 2011年5月30日）
- 自転車のススメ（J SPORTS、2012年6月 - 9月）

## DVD
- 栗村修と東城咲耶子がナビゲート ～初心者必見!ロードバイクまるわかりDVD～　（ティアンドエイチ株式会社、2017年）